# Vincenzo Pucitta
Vincenzo Pucitta, ou Puccitta (Civitavecchia, 17 février 1778 – Milan, 20 décembre 1861), est un compositeur italien.
Il a étudié au Conservatoire de la Pietà dei Turchini de Naples. Il a travaillé en Italie, à Lisbonne, Amsterdam et Londres.
Dans la capitale anglaise, de 1809 à 1814, il a dirigé le King's Theatre.

## Opéras
- Le nozze senza sposa, farce, 1 acte (1800, Parme, Teatro ducale)
- Bianca de' Rossi, azione tragica, livret de Mattia Butturini (printemps 1800, Florence, Teatro Pallacorda)
- L'amor platonico (printemps 1800, Lucques, Teatro pubblico)
- Il fuoruscito, opera semiseria, 2 actes, livret de Angelo Anelli (16 juin 1801, Milan, la Scala)
- Teresa e Wilk, farce, 1 acte, livret de G. D. Camagna (février 1802, Venise, Teatro S. Benedetto)
- Werter e Carlotta, opéra, 1 acte, livret de G. D. Camagna d'après Goethe, Die Leiden des jungen Werthers (printemps 1802, Venise, Teatro S. Moisè)
- Il puntiglio (Furberia e puntiglio), opera buffa, 2 actes, livret de Luigi Romanelli (7 juillet 1802, Milan, la Scala)
- La perfidia scoperta, farce, livret de G. D. Camagna (printemps 1803, Venise, Teatro San Giovanni Grisostomo)
- Zelinda e Lindoro, farce, 1 acte, livret de G. D. Camagna, d'après Carlo Goldoni (3 mai 1803, Venise, Teatro San Giovanni Grisostomo)
- Lauretta, farce, livret de G. D. Camagna (9 juillet 1803, Padoue, Teatro nuovo)
- La burla fortunata ossia I due prigionieri, farce, 1 acte, livret de G. D. Camagna d'après Benoît-Joseph Marsollier, Adolphe e Chiara (9 avril 1804, Venise, Teatro S. Moisè); repris sous le titre Adolfo e Chiara (été, 1812, Turin, Teatro Carignano) et ensuite Li due prigionieri ossia Adolfo e Clara (1814, Londres, King's Theatre)
- Lo sposo di Lucca, farce, livret de G. D. Camagna (printemps 1805, Venise, Teatro S. Moisè)
- Andromaca, opera seria, 3 actes, livret de Luigi Romanelli (1806)
- Il marchese d'un giorno ovvero Gli sposi felici, opera buffa, 2 actes (carnaval, 1808, Livourne, Teatro degli Avvalorati)
- La caccia di Enrico IV, opéra, livret de S. Bonaiuti d'après Charles Collé (7 mars 1809, Londres, King's Theatre, version révisée 28 octobre 1815 Paris, Théâtre Italien)
- La vestale, opera seria, 3 actes, livret de Luigi Romanelli d'après Victor-Joseph Étienne Jouy (3 mai 1810, Londres, King's Theatre, version révisée mai 1816 Lisbonne, Teatro de São Carlos puis été 1816, Milan, Teatro Re)
- Il trionfo di Rosselane ossia Le tre sultane, opéra-comique, 3 actes, livret de Giuseppe Caravita (22 janvier 1811, Londres, King's Theatre)
- Ginevra di Scozia), opera seria, 2 actes, livret de Gaetano Rossi (16 avril 1812, Londres, King's Theatre)
- Baodicea, opera seria, 2 actes (23 mars 1813, Londres, King's Theatre)
- Il feudatario, opéra, 2 actes (octobre 1813, Trieste, Teatro nuovo)
- Aristodemo, opera seria, 3 actes, livret de  Leonardo Buonavoglia d'après Vincenzo Monti (9 juin 1814, Londres, King's Theatre)
- L'orgoglio avvilito, opéra, 2 actes (30 novembre 1815, Paris, Théâtre Italien)
- La principessa in campagna o Il marchese nell'imbarazzo (La principessa bizarra), opera buffa, 2 actes  (20 novembre 1817, Paris, Théâtre Italien)
- Il maestro di cappella, opera buffa (mars 1818, Trieste, Teatro nuovo)
- La festa del villaggio, dramma giocoso, 2 actes (janvier 1822, Rome, Teatro Apollo)
- La Fausse Agnès, opera buffa, 3 actes, livret de François Castil-Blaze d'après Philippe Destouches (6 juillet 1824, Paris, Théâtre du Gymnase), Pasticcio avec des musiques de Cimarosa , Mozart , Meyerbeer, Rossini et Pucitta

## Source
- (it) Cet article est partiellement ou en totalité issu de l’article de Wikipédia en italien intitulé « Vincenzo Pucitta » (voir la liste des auteurs).